# Bank of Cyprus
Die Bank of Cyprus ist das größte Geldinstitut der Republik Zypern und das zweitgrößte Unternehmen des Landes. Der Hauptsitz des Unternehmens ist in Strovolos bei Nikosia. Das Unternehmen ist an der Börse von Zypern sowie an der Athener Börse notiert. Seit dem 9. Oktober 2006 ist die Aktie im Athex Composite Share Price Index gelistet, seit dem 8. Oktober 2007 im Dow Jones Cyprus Titans 10 Index.

## Geschichte
Die Bank wurde 1899 als The Nicosia Depository gegründet; mit Umwandlung in eine Aktiengesellschaft im Jahr 1912 nahm das Unternehmen den heutigen Namen an. In den frühen 1990er Jahren expandierte das Unternehmen nach Griechenland und gründete ein Filialnetz unter der griechischen Bezeichnung Trapeza Kyprou (Τράπεζα Κύπρου).

## Unternehmen
Die Bank of Cyprus ist heute die mit Abstand größte Bank der Republik Zypern. Hauptgrund hierfür ist die Zusammenlegung mit der früheren zweitgrößten Laiki Bank im Jahre 2013 aufgrund der Finanzkrise in der Republik Zypern. Die Laiki Bank wurde 2012 mehrheitlich verstaatlicht.
Der Staatsanteil an der Bank of Cyprus lag nach offiziellen Angaben Ende 2012 bei 11,4 % für Zypern und 2 % für Griechenland, daneben gibt es 9 % ausländische institutionelle Anleger, der Rest ist Streubesitz.
Der größte Anteilseigner der Bank of Cyprus ist der russische Oligarch Dmitri Rybolowlew. Er erwarb 2010 – über sein Finanzvehikel Odella Resources Ltd., dessen Hauptsitz sich auf der britischen Offshore-Steueroase Virgin Islands befand –  9,7 % der Anteile der Bank. (Laut Website der Bank lagen die Anteile März 2013 bei 5,01 %.)
2012 suchten die Banken um staatliche Hilfe nach. Sowohl die Laiki Bank als auch die Bank of Cyprus waren von der griechischen Staatsschuldenkrise stark betroffen, und der Schuldenschnitt Griechenlands 2012 führte zu Abschreibungen von insgesamt über 4 Milliarden Euro im zyprischen Finanzsektor. Beide Banken erreichten 2012 die von der Europäischen Union geforderte Eigenkapitalquote von 9 % nicht, die Banken waren deshalb in Verhandlungen mit der zyprischen Regierung. Am 1. März 2013 gaben sie bekannt, dass sie den gesetzlich vorgeschriebenen Termin für die Abgabe der vorläufigen Bilanz für 2012 nicht einhalten können.
Sie überleben derzeit (Stand März 2013) nur mit Nothilfen der Europäischen Zentralbank. Die EZB hat angekündigt: Sollte die Republik Zypern sich nicht auf das ausgehandelte Rettungspaket von Euro-Staaten und Internationaler Währungsfonds einlassen, könnte der Geldfluss in wenigen Tagen versiegen.
Am 25. März 2013 wurde nach einem Sondergipfel der EU Finanzminister bekannt, dass im Rahmen der Restrukturierung des Finanzsektors der Republik Zypern die Laiki Bank vollständig abgewickelt wird und die Bank of Cyprus die überlebensfähigen Teile der Laiki Bank (einschließlich der Konten bis 100.000 Euro) übernimmt. Die Bank of Cyprus übernimmt zudem auch den Anteil der Laiki Bank von 9 Milliarden Euro Schulden aus Notkrediten gegenüber der Zentralbank. Gleichzeitig kommt es zu einer Beteiligung von Großkunden (Einlagen über 100.000 Euro) der Bank of Cyprus, die nunmehr 47,5 % ihrer Einlagen verlieren. Sie werden in Anteilscheine der Bank umgewandelt.
Der Verwaltungsratschef der Bank of Cyprus, Andreas Artemis, reichte aus Protest gegen die Bedingungen des Rettungspakets seinen Rücktritt ein und die Zentralbank von Zypern entließ Vorstandschef Giannis Kypris.
Am 14. Mai 2019 wurde Josef Ackermann vom griechischen Bankmanager Takis Arapoglou von seinem Posten als Vorsitzender des Verwaltungsrats abgelöst, den er seit November 2014 innehatte.

## Filialnetz

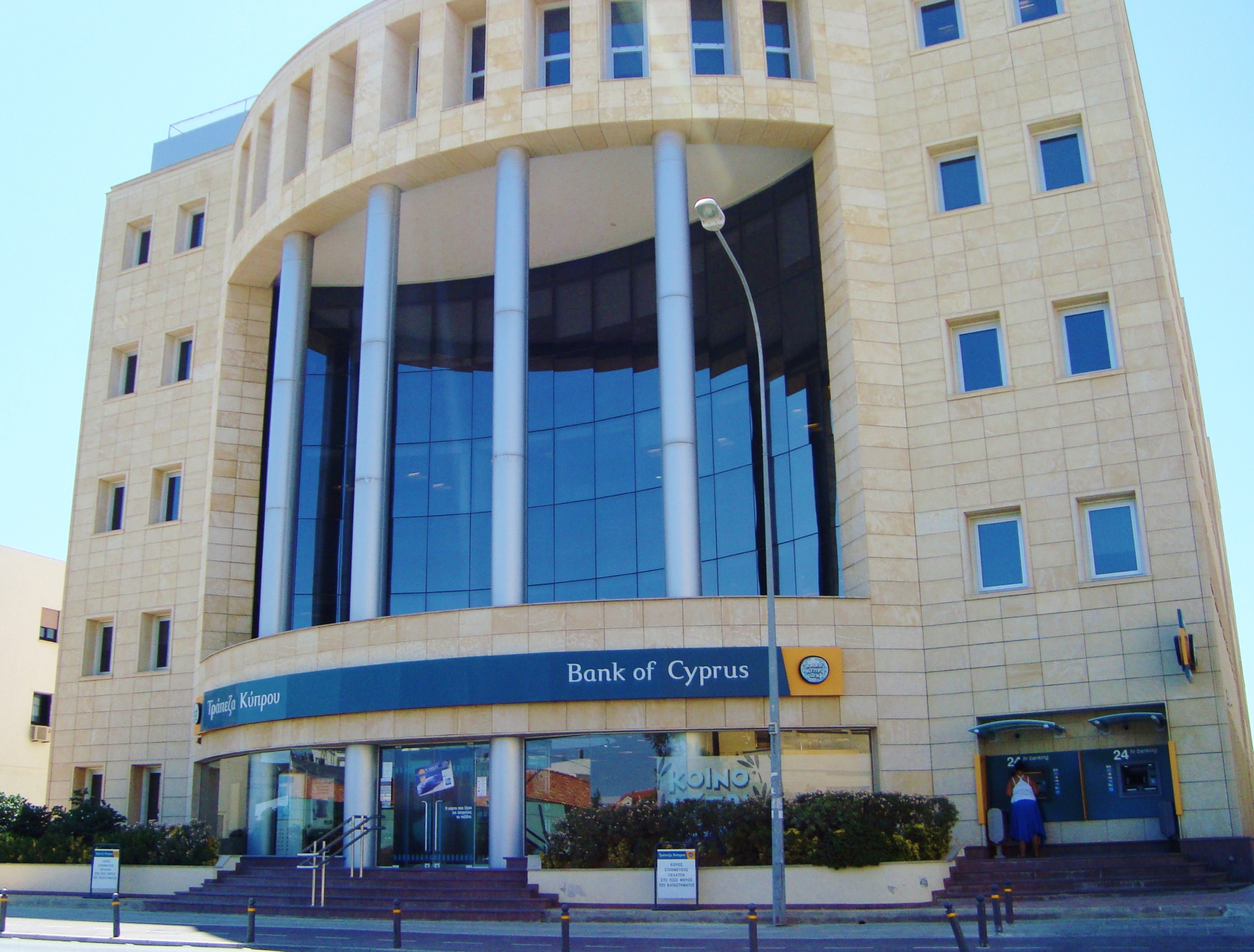
Eine Geschäftsstelle in einem Vorort von Nikosia

Die Bank unterhält drei größere Filialnetze, eines in der Republik Zypern mit 126 Filialen, eines in Griechenland mit 181 sowie ein Filialnetz in Russland mit 190 Filialen. Weiterhin gibt es 44 Filialen in der Ukraine, 4 Filialen in Großbritannien und 11 in Australien, die vor allem die zyprische Minderheit bedienen. Auf den Kanal-Inseln gibt es eine weitere Filiale sowie 10 in Rumänien.

## Sonstige Aktivitäten
Die Bank unterhält seit 1984 die Bank of Cyprus Cultural Foundation, die Gelder für den Erhalt und die Restaurierung zyprischer Kulturgüter bereitstellt. Weiterhin werden aus einem Budget Kulturgüter zurückgekauft, die nach der türkischen Intervention im Norden der Insel auf den internationalen Markt gelangt sind.
Der Bau eines onkologischen Zentrums wurde von der Bank gestiftet. Dieses Zentrum wird staatlich betrieben.